# Billar artístico
El billar artístico es una modalidad de gran dificultad dentro del deporte Billar de carambolas. En sus inicios era conocido como "fantasía clásica", término que fue eliminado, conociéndose con el nombre de billar artístico, cuando pasó de ser exhibición a integrarse como una de las disciplinas de este deporte.

## Figuras

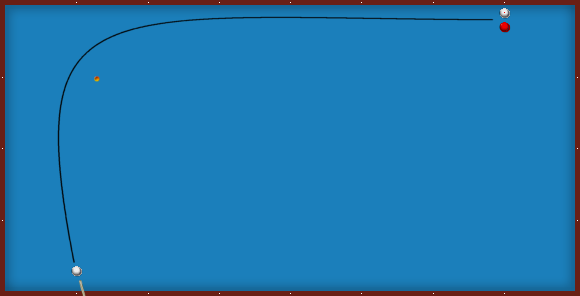
(Massé). Figura de billar artístico A10, valor 10 puntos.

En la actualidad (2014) existe un programa de 100 figuras repartidas en 20 sets y cada figura tiene un coeficiente de dificultad, teniendo los jugadores tres ensayos para su realización. Los coeficientes van desde 5 puntos hasta 10 puntos y cada set siempre tiene un total de 75 puntos posibles, ganando el set el jugador que más puntos haga en cada set, normalmente las competiciones son a tres sets ganados.

Las figuras del programa se marcan sobre el tapete usando un "gabarit" que divide el terreno de juego en 16 sectores teniendo cada figura asignado un número y letra para su marcaje; el árbitro coloca la posición y declara el recorrido que debe hacer la bola del jugador antes de realizar la carambola.
Se considera la modalidad más dificultosa de practicar, porque incluye todos los golpes posibles dentro del juego de billar, a saber:
- Retrocesos
- Saltos
- Corridos
- Fouettes (golpes con las bolas a un máximo de medio centímetro, los hay de corrido y de retroceso)
- Piqués (retrocesos con taco vertical)
- Masés (curvas controladas)
- Corridos-retro (golpes con avance y luego retroceso)
- Mate de bola (golpes amortiguados)
- Bricoles (lujos o antes banda)
- Huesos (remaches)

Debido a la gran dificultad de este deporte no existen muchos jugadores en el mundo que puedan practicarlo, actualmente está extendido sobre todo en Europa
y países de América Latina así como en Corea y Japón, entre todos los países no llegan a doscientos jugadores de nivel que lo practiquen.

## Tipos de jugadores
Los jugadores suelen dividirse en categorías: máster, primera y segunda, en función del promedio. El promedio se obtiene de dividir el número de puntos intentados por el número de puntos conseguidos, siendo aceptado que los master son aquellos que acreditan el 60% o más, primera los del 50% y segunda aquellos que no llegan al 50%. De hecho la CIBA (confederación internacional de Billar Artístico) hace su ranking únicamente con jugadores de más del 50%, aunque la UMB (Union Mundial de Billar) y la CEB (Confederación Europea de Billar) hacen su ranking por clasificaciones en torneos.

## Países principales
Actualmente (2017), los países con jugadores de mayor nivel son:
- Francia (Jean Reverchon, Kevin Tran, Michael Hammen)
- España (Juan Carlos Cuadrado, Xavier Fonellosa)
- Bélgica (Eric Daelman, Eric Verbliet)
- Turquía (Sedar Gumus, Haci Arap Yaman)
- Alemania (Thomas Ahrens, Bernd Singer)
- Holanda (Sander Jonen, Martin Van Rhee)
- Argentina (Sebastián Giumelli)
- México ( Roberto Rojas, Víctor Campos)